# The Roots of Heaven
The Roots of Heaven is een Amerikaanse avonturenfilm uit 1958 onder regie van John Huston. Het scenario is gebaseerd op de roman Les Racines du ciel (1956) van de Franse auteur Romain Gary.

## Verhaal
Morel is een idealistische milieuactivist in Frans-Equatoriaal-Afrika. Hij voert strijd tegen de uitroeiing van de olifant. Hij wordt daarin bijgestaan door de barmeid Minna en de Britse majoor Johnny Forsythe.

## Rolverdeling
| Acteur                | Personage         |
| --------------------- | ----------------- |
| Errol Flynn           | Forsythe          |
| Juliette Gréco        | Minna             |
| Trevor Howard         | Morel             |
| Eddie Albert          | Abe Fields        |
| Orson Welles          | Cy Sedgewick      |
| Paul Lukas            | Saint Denis       |
| Herbert Lom           | Orsini            |
| Grégoire Aslan        | Habib             |
| André Luguet          | Gouverneur        |
| Friedrich von Ledebur | Peer Qvist        |
| Edric Connor          | Waitari           |
| Olivier Hussenot      | Baron             |
| Pierre Dudan          | Majoor Schölscher |
| Marc Doelnitz         | De Vries          |
| Francis De Wolff      | Farque            |